# Takuro Yajima
Takuro Yajima (矢島 卓郎, Takurou Yajima), né le 28 mars 1984 dans la préfecture de Shiga au Japon, est un footballeur japonais, qui joue au poste d'attaquant au Kawasaki Frontale.

## Statistiques
| Saison | Club              | Championnat | Championnat | Championnat | Coupe nationale | Coupe nationale | Coupe de la Ligue | Coupe de la Ligue | Compétition(s) continentale(s) | Compétition(s) continentale(s) | Compétition(s) continentale(s) | Total | Total |
| Saison | Club              | Division    | M.          | B.          | M.              | B.              | M.                | B.                | Comp.                          | M.                             | B.                             | M.    | B.    |
| 2004   | Kawasaki Frontale | J.League 2  | 1           | 0           | -               | -               | -                 | -                 | -                              | -                              | -                              | 1     | 0     |
| 2005   | Kawasaki Frontale | J.League 1  | -           | -           | -               | -               | -                 | -                 | -                              | -                              | -                              | 0     | 0     |
| 2006   | Shimizu S-Pulse   | J.League 1  | 19          | 3           | 3               | 4               | 5                 | 1                 | -                              | -                              | -                              | 27    | 8     |
| 2007   | Shimizu S-Pulse   | J.League 1  | 26          | 7           | 3               | 0               | 5                 | 0                 | -                              | -                              | -                              | 34    | 7     |
| 2008   | Shimizu S-Pulse   | J.League 1  | 24          | 5           | 3               | 0               | 6                 | 1                 | -                              | -                              | -                              | 33    | 6     |
| 2009   | Kawasaki Frontale | J.League 1  | 14          | 2           | 2               | 2               | 1                 | 0                 | LDC                            | 1                              | 0                              | 18    | 4     |
| 2010   | Kawasaki Frontale | J.League 1  | 12          | 4           | 2               | 0               | 2                 | 0                 | LDC                            | 2                              | 0                              | 18    | 4     |
| 2011   | Kawasaki Frontale | J.League 1  | 30          | 7           | 3               | 1               | 2                 | 0                 | -                              | -                              | -                              | 35    | 8     |
| 2012   | Kawasaki Frontale | J.League 1  | 20          | 6           | -               | -               | 6                 | 1                 | -                              | -                              | -                              | 26    | 7     |

## Palmarès
- Vainqueur de la J.League 2 en 2004 avec Kawasaki Frontale
- Finaliste de la coupe de la Ligue en 2008 avec Shimizu S-Pulse
- Vice-champion du Japon en 2009 avec Kawasaki Frontale
- Finaliste de la coupe de la Ligue en 2009 avec Kawasaki Frontale